# Bleu porte-queue de l'Ouest
Cupido amyntula
Espèce
Le Bleu porte-queue de l'Ouest (Cupido amyntula) est une espèce nord-américaine de lépidoptères (papillons) de la famille des Lycaenidae.

## Dénomination
Cupido amyntula a été nommé par Jean-Baptiste Alphonse Dechauffour de Boisduval en 1852.
Synonymes : Lycaena amyntula Boisduval, 1852 ; Everes amyntula.

### Noms vernaculaires
Le Bleu porte-queue de l'Ouest se nomme Western Tailed Bluet en anglais.

### Sous-espèces
- Cupido amyntula albrighti (Clench, 1944) dans le Montana.
- Cupido amyntula herrii (Grinnell, 1901)
- Cupido amyntula nesiotes Emmel et Emmel, 1998, en Californie.
- Cupido amyntula valeriae (Clench, 1944) dans le Dakota du Sud[1].

## Description
C'est un petit papillon qui présente un dimorphisme sexuel, le dessus du mâle est bleu bordé d'une fine marge noire et d'une frange blanche, avec aux postérieures un point noir et une fine queue, celui de la femelle est gris brun foncé ou bleu marginé de foncé, avec les mêmes frange blanche et fine queue.
Le revers est gris pâle un peu suffusé de bleu et orné de lignes de petits points noirs cernés de blanc et aux postérieures une ou deux marques orange submarginales.

## Biologie

### Période de vol et hivernation
Il vole de février à août, surtout en mai-juin en une ou deux générations. Une seule génération en  mai-juin au Colorado
Il hiverne au stade de chenille. Serait souvent soigné par des fourmis.

### Plantes hôtes
Les plantes hôtes de sa chenille sont des astragales (Astragalus), Astragalus douglasii, Astragalus flexuosus, Astragalus miser, Astragalus nuttallii, Astragalus whitneyi, des Lathyrus et des  Vicia, Vicia americana, Vicia californica, Vicia gigantea.

## Écologie et distribution
Il est présent dans le nord-est de l'Amérique du Nord, en Alaska, dans l'ouest du Canada et l'ouest des États-Unis. Au Canada il est présent du nord-est du Québec à l'île de Vancouver, dans le Yukon et les Territoires du Nord-Ouest. Aux États-Unis il est présent dans tout l'ouest jusqu'en Californie, en Arizona et au Nouveau-Mexique.

### Biotope
Il réside dans les lieux ouverts.

### Protection
Pas de statut de protection particulier.